# 種田虎雄

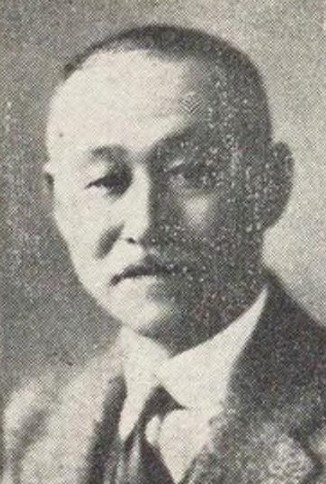
種田虎雄

種田 虎雄（おいた とらお、1883年（明治17年）4月15日 - 1948年（昭和23年）9月5日）は、日本の官僚、実業家。近畿日本鉄道（近鉄）の初代社長を務めた。甥は種田孝一。

## 来歴・人物
1883年に元大垣藩士の種田邁（つとむ）の3男として生まれ、本家の断絶を防ぐために養子へ出された。元々一族は、母方を含めて南満州鉄道総裁、安田海上火災の幹部など実業界に関わるものが多い名門家であり、種田虎雄も富士見小学校、開成中学校、第一高等学校、東京帝国大学法学科と進学した。一高時代に、同期の十河信二（後、国鉄第4代総裁）と知り合い、後に親友となっている。
1909年の帝大卒業後、鉄道院→鉄道省に入る。種田はこの時、帝大卒業者の多くが入社後直ぐに幹部となる中、「現業の一番下からやりたいから、地方に出してください」と主張し、静岡駅の勤務に就いた。その後、雑役からさまざまな職場を歴任して、助役になっている。
その後、甲府運輸事務局に勤務して富士五湖の観光価値に注目し、本省に戻って旅客課長となると、「乗せてつかわす」のような旅客サービスを考えない姿勢を嫌い、富士五湖や房総半島の観光券発行、冬季における乗客減への対処としてスキー・スケートに着目した『雪国の旅』という映画を作製するなど、サービス向上に努めた。
その頃、近鉄の前身である大阪電気軌道（大軌）社長の金森又一郎は、有力な専務を探して種田に目をつけ、入社を請願する。種田は省への未練から当初は渋ったが、若槻禮次郎内閣が崩壊した1927年に大軌専務へ就任した。なおこの年には、後に社長となる佐伯勇も入社している。
種田は、大軌子会社の参宮急行電鉄（参急）による伊勢進出に関与し、名古屋進出のため関西急行電鉄（関急電）の設立にも尽力するが、1937年に金森が逝去したことで社長に就任した。
その後大軌は、子会社である関急電や参急などを統合して関西急行鉄道（関急）となり、さらには大阪鉄道（大鉄）などの合併で現在の近鉄の原型がつくられるが、1944年には政府の命令による南海鉄道との合併がなされ、近畿日本鉄道（近鉄）となった。しかし、戦時中のことであって体制には無理があり、種田は自ら望んだ合併ではなかったと、後にこのことについて述べているが、その初代社長に就任した。だが、空襲などの被災や続発する列車事故への対処などが、近鉄社長時代の仕事の殆どであったといわれている。
1946年に大和文華館の設立を行い、同年3月22日、貴族院勅選議員に任じられたが（研究会に属し1947年5月2日まで在任）、公職追放令に基づく戦前の大企業幹部を追放する方針が打ち出されたことから、1947年3月に南海電気鉄道（南海）の近鉄からの分離作業を終わらせた後、同年4月25日に社長を辞任した。間もなく公職追放となった。
翌年、持病の心臓弁膜症が悪化し、9月5日に逝去した。

## 東京延伸構想と名阪間直通思想
種田は社長在任時、将来的には名古屋鉄道・静岡鉄道・小田急電鉄などとの提携により、私鉄による東海道新線を実現する構想について発言したことがあるとされる。
また当時、標準軌路線（大阪線・山田線その他大勢）と狭軌路線（名古屋線など）が並存しており、直通運転が出来なかった名阪間の状況を改めるため、そして国鉄との直通も可能にしようという考えから、大阪線部分狭軌化の構想を打ち出した事がある。それは、大阪線の伊勢中川駅～大和高田駅間を三線軌条にし、そこから大阪鉄道（後の近鉄南大阪線など）の高田市駅まで連絡線を設ければ、大阪阿部野橋駅～近鉄名古屋駅間が直通可能になるというものであった。
当時は日中戦争が進展していたため、戦時体制の強化が図られていたが、政府では東海道本線と関西本線が被災を受けて不通となった場合に備え、種田の構想に近い形（違う所は、特に連絡線は新設せず、桜井駅から国鉄桜井線に入り、畝傍駅より関急小房線（廃線）、そして橿原神宮駅駅で大阪鉄道に乗り入れるとしていた）で代替線を作ることを命じていた。そのため参宮急行電鉄→関西急行鉄道では、自社が新製していた2200系電車の増備車（2227形）に対して、狭軌化改造が行えるように電動機は狭軌用のものを装備させていた。
この種田および政府の構想は実現する所まで行かなかったが、名阪間の直通は結局、名古屋線を伊勢湾台風の復旧工事にあわせて標準軌化することで1959年に実現させた。

## 栄典
- 1927年（昭和2年）6月1日 - 正四位[5]